# Butler-Nunatakker
Die Butler-Nunatakker sind eine kleine Gruppe von bis zu 1286,9 m hohen Nunatakkern in den Framnes Mountains im ostantarktischen Mac-Robertson-Land. Sie ragen unmittelbar nördlich des Tvitoppen auf.
Kartiert wurden sie anhand von Vermessungen der von 1954 bis 1962 durchgeführten Kampagnen im Rahmen der Australian National Antarctic Research Expeditions. Das Antarctic Names Committee of Australia benannte sie 1968 nach William J. Butler, leitender Dieselmotormechaniker auf der Mawson-Station im Jahr 1967.